# Trittico della vanità terrena e della salvezza divina
Trittico della vanità terrena e della salvezza divina (Triptychon der Irdischen Eitelkeit und der Himmlischen Erlösung) è un trittico di Hans Memling realizzato nel 1485 e conservato al Museo di Belle Arti di Strasburgo. Il dipinto, realizzato con la tecnica dell'olio su tavola, esplora il tema della vanità umana in contrapposizione alla morte e alla decomposizione.

## Descrizione
Memling, un importante artista del Rinascimento del Nord, influenzato da Rogier van der Weyden, è noto per le sue opere religiose. Quest'opera, composta da sei pannelli, unisce bellezza e orrore attraverso immagini di angeli, demoni e cadaveri. In particolare, il pannello dell'Inferno rappresenta un demone che danza sui dannati, evidenziando l'assenza di redenzione con il motto: "All'inferno non c'è speranza".
Concepita per spaventare i fedeli del XV secolo, quest'opera è tra i primi esempi di arte focalizzata sull'orrore.